# 九龍巴士59S線

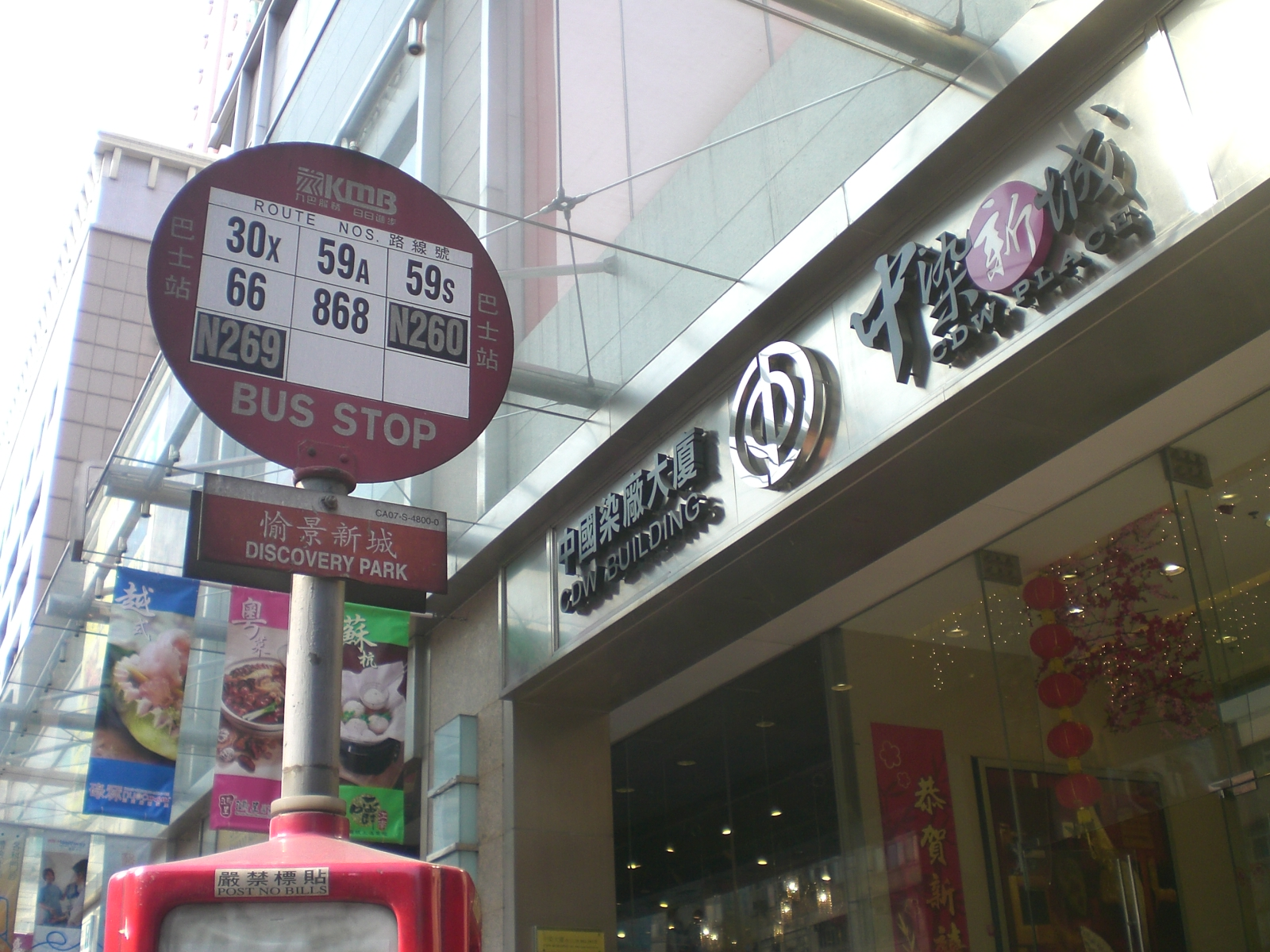
九龍巴士59S線於青山公路愉景新城及中國染廠大廈之分站

九龍巴士59S線是香港一條已取消之特別巴士路線。取消前，由九巴營運，每天清晨開出兩班由新界屯門碼頭單向前往旺角（西洋菜街），途經山景邨、屯門市中心、荃灣站、葵涌道、美孚新邨、深水埗等地。1984年8月1日投入服務至2015年12月21日，主要為清晨到港島和九龍市區上班的屯門新市鎮居民服務；近年交通發達，收費上亦不下於競爭者，造成班次縮減，客量低迷的景況。

## 歷史
- 1984年8月1日：本線投入服務，開出時間為04:45、05:05及05:25，初時總站是蝴蝶邨（現址為啟豐園）。
- 1988年7月16日：本線配合屯門碼頭啟用而遷往該處。
- 1997年7月14日：為配合N260開辦，本線更改開出時間為04:40、04:55及05:15。
- 1998年：為配合九廣西鐵工程，河傍街及仁政街被臨時封閉，此線改經屯門鄉事會路、河傍街、青賢街及屯門鄉事會路，並於屯門鄉事會路近雅都花園加設分站
- 2003年11月30日：為配合九廣西鐵通車及屯門站公共運輸交匯處啟用，此線重新途經河傍街及仁政街，並於新總站加設分站，原位於屯門鄉事會路近雅都花園的分站被永久取消。
- 2005年6月6日：本線改為全空調服務，象徵再沒有途經屯門公路往來市區的全普通巴士路線，亦象徵九巴50系路線已經改為全線空調巴士服務。
- 2010年3月14日：為配合屯門鐵路站新巴士總站啟用，本線繞經新總站，原位於德政圍的分站被永久取消。
- 2010年10月24日：本線減班並更改開出時間，開出時間為04:40及05:05。
- 2013年9月28日：取消星期六、日及假期的服務。
- 2015年12月21日：取消服務。

## 收費
- 全程:$18.7

## 服務時間及班次
- 屯門碼頭開
  - 星期一至五:04:40、05:05

星期六、日及公眾假期不設服務

## 用車
本線由59A線及60X線抽調車輛行走。

## 路線
經：湖翠路、龍門路、青雲路、鳴琴路、石排頭路、震寰路、杯渡路、河傍街、屯門站公共運輸交匯處、杯渡路、屯門鄉事會路、海珠路、海皇路、皇珠路、屯門公路、青山公路（荃灣、葵涌段）、昌榮路迴旋處、葵涌道、長沙灣道、彌敦道、旺角道及西洋菜南街。

### 沿線車站
| 屯門碼頭開 | 屯門碼頭開       | 屯門碼頭開               |
| 序號       | 車站名稱         | 位置                     |
| ---------- | ---------------- | ------------------------ |
| 1          | 屯門碼頭巴士總站 | 屯門碼頭公共運輸交匯處   |
| 2          | 美樂花園         | 湖翠路                   |
| 3          | 蝴蝶鐵路站       | 龍門路                   |
| 4          | 新屯門中心       | 龍門路                   |
| 5          | 龍門鐵路站       | 龍門路                   |
| 6          | 青雲鐵路站       | 青雲路                   |
| 7          | 鳴琴鐵路站       | 鳴琴路                   |
| 8          | 中電             | 石排頭路                 |
| 9          | 台山小學         | 石排頭路                 |
| 10         | 九巴車廠         | 震寰路                   |
| 11         | 屯門警署         | 震寰路                   |
| 12         | 屯門鐵路站       | 屯門站公共運輸交匯處     |
| 13         | 屯門市中心       | 屯門市中心公共運輸交匯處 |
| 14         | 安定邨           | 屯門鄉事會路             |
| 15         | 兆麟苑           | 屯門鄉事會路             |
| 16         | 豐景園           | 海珠路                   |
| 屯門公路   |                  |                          |
| 17         | 荃景圍天橋       | 青山公路-荃灣段          |
| 18         | 愉景新城         | 青山公路-荃灣段          |
| 19         | 荃灣鐵路站       | 青山公路-荃灣段          |
| 20         | 眾安街           | 青山公路-荃灣段          |
| 21         | 大窩口鐵路站     | 青山公路-葵涌段          |
| 22         | 葵涌公立學校     | 青山公路-葵涌段          |
| 23         | 葵俊苑           | 葵涌道                   |
| 24         | 新葵興花園       | 葵涌道                   |
| 25         | 葵芳邨           | 葵涌道                   |
| 26         | 葵涌道荔景邨     | 葵涌道                   |
| 27         | 美孚鐵路站       | 長沙灣道                 |
| 28         | 荔枝角鐵路站     | 長沙灣道                 |
| 29         | 長沙灣郵政局     | 長沙灣道                 |
| 30         | 元州邨           | 長沙灣道                 |
| 31         | 九江街           | 長沙灣道                 |
| 32         | 北河街           | 長沙灣道                 |
| 33         | 黃竹街           | 長沙灣道                 |
| 34         | 太子鐵路站       | 彌敦道                   |
| 35         | 西洋菜南街       | 西洋菜南街               |

## 外部連結
- 九巴59S線—九龍巴士